# Johann Gottlieb Naumann
Johann Gottlieb Naumann (Giovanni Amadeus Naumann; Blasewitz, ma Drezda városrésze, 1741. április 17. – Drezda, 1801. október 2.) német zeneszerző és karnagy. Carl Friedrich Naumann mineralógus apja és Emil Naumann zeneszerző nagyapja.

## Életpályája
Szülei Johann Georg Naumann és Anna Rosina Ebert. Iskolai énektanulásán kívül egész nagy készültségét saját fáradságának köszönhette. Zenei tanulmányokat végzett Rómában, Nápolyban, Velencében is; itt egy dalműve akkora sikert aratott, hogy az egyházi zeneműveit már ismerő szász választó-fejedelemné 1764-ben udvari egyházi zeneszerzőjéül nevezte ki és szabadságolta 1768 őszéig. 
Naumann egymásután aratta babérait Olaszországban később is; 240 tallérnyi fizetése mint udvari karnagyé 1786-ra már 2000-re nőtt. A stockholmi udvar is meghívta zenekar szervezésére. 
Írt 23 operát (Achille in Sciro, Alessandro nelle Indie, La clemenza di Tito stb.), 10 oratóriumot (Davidde in Terebinto stb.), 18 szimfóniát és számos kisebb művet; jegyzéküket Mannstein adta ki, életrajzát megírták: August Gottlieb Meißner (2 kötet, 1803-4), Gotthilf Heinrich von Schubert (1844) és unokája, Emil Naumann.

## Müvei

### Színpadi zene
- Il tesoro insidiato, Intermezzo, 2 rész (1762. december 28., Velence)
- Li creduti spiriti, dramma giocoso, 3 felvonás (1764. február 18., Velence)
- Achille in Sciro, dramma per musica, 3 felvonás (1767. szeptember 5., Palermo, Teatro Santa Cecilia)[9]
- Alessandro nelle Indie, dramma per musica, 3 felvonás (1768 Velencének komponált)
- La clemenza di Tito, dramma per musica, 3 felvonás (1769. február 1., Drezda)
- Il vilano geloso, dramma giocoso, 3 felvonás (1770. november 20., Drezda)
- Solimano, dramma per musica, 3 felvonás (Karnevál 1773, Velence)
- L’isola disabitata, azione per musica, 2 rész (1773 februárja, Velence)
- Armida, dramma per musica, 3 felvonás (1773. június 13., Padova)
- La villanella incostante, dramma giocoso, 3 felvonás (1773 ősze, Velence)
  - wiederaufgeführt als Le nozze disturbate (1774. november 16., Drezda)
- Ipermestra, dramma per musica, 3 felvonás (1774. február 1., Velence)
- L’Ipocondriaco, dramma giocoso, 3 felvonás (1776. március 13., Drezda)
- Amphion, opéra-ballet, 1 felvonás (1778. január 24., Stockholm)
- Cora och Alonzo, tragédie lyrique, 3 felvonás (1782. szeptember 30., Stockholm)
- Elisa, dramma per musica, 2 felvonás (1781. április 21., Drezda)
- Osiride, dramma per musica, 2 felvonás (1781. október 27., Drezda)
- Tutto per amore, dramma giocoso, 2 felvonás (1785. március 5., Drezda)
- Gustaf Wasa, tragédie lyrique, 3 felvonás (1786. január 19., Stockholm)
- Orpheus og Eurydike, 3 felvonás (1786. január 31., Koppenhága)
- La reggia d’Imeneo, festa teatrale, 1 felvonás (1787. október 21., Drezda)
- Medea in Colchide, dramma per musica, 3 felvonás (1788. október 16., Berlin)
- Protesilao, dramma per musica, 2 felvonás (1. felvonás Johann Friedrich Reichardttől; 1789. január 26., Berlin)
  - Naumann újrakomponált első felvonásával (1793 februárja, Berlin)
- La dama soldato, dramma giocoso, 2 felvonás (1791. március 30., Drezda)
- Amore giustificato, festa teatrale, 1 felvonás (792. május 12., Drezda)
- Aci e Galatea, ossia I ciclopi amanti, dramma giocoso, 2 felvonás (1801. április 25., Drezda)

### Énekes zene

#### Latin egyházzene
- Misek: A legújabb kutatások szerint (Bemmann 2008) a hagyományos 21 elvégzett mérési beállítás 19. századi konstrukció. Rendszerint Naumann az öttételes „Ordinarium missae”-t az egyéni tömegmozgalmak gyűjteményéből folyamatosan összeállította a drezdai udvari templomban való előadásokhoz. Bemmann (2008) szerint azonban nyolc szakvásár rekonstruálható, amelyek mindig zárt ciklusként zajlottak; Ezek a következő művek (zárójelben a régi számozás):
  - Messe 1 (Nr. 1) d-Moll (1767)
  - Messe 2 (Nr. 5) F-Dur (1774)
  - Messe 3 (Nr. 14) A-Dur (1782)
  - Messe 4 (Nr. 16) d-Moll (1786)
  - Messe 5 (Nr. 17) a-Moll (1791)
  - Messe 6 (Nr. 18) d-Moll (1794)
  - Messe 7 (Nr. 19) As-Dur (1791)
  - Messe 8 (Nr. 20) A-Dur (Kyrie, Gloria és Credo első változata: 1774–1779; Végső verzió ciklusként: 1798)
- 20 Offertorien (1765 és 1797 között)
- 9 Vesperzyklen (1764 és 1799 között)
- 18 Marianische Antiphonen (Alma redemptoris mater, Salve regina, Regina coeli, Ave regina coelorum) és egyéb liturgikus kompozíciók

#### Olasz oratóriumok
- La passione di Gesù Cristo (két változat: 1767 és 1787)
- Isacco figura del redentore (1772)
- Sant’Elena al Calvario (1775)
- Giuseppe riconosciuto (1777)
- Il ritorno del figliolo prodigo (1785)
- La morte d’Abel (1790)
- Davide in Terebinto (1794)
- I pellegrini al sepolcro di Nostro Signore (1798)
- La Betulia liberata (1805 posztumusz)
- Joseph reconnu de ses frères (? Párizsnak)

#### Német egyházi zene
- Der 96. Psalm (1779)
- Zeit und Ewigkeit (1783)
- Unsere Brüder (1785, Digitalisat)
- Der 103. Psalm, Lobe den Herrn, meine Seele (1790) für Soli, Chor und Orchester. Berliner Chormusik-Verlag/Edition Musica Rinata, 2014
- Gottes Wege (1794, Digitalisat)
- Der 111. Psalm (1796)
- „Um Erden wandeln Monde“, mit Vater unser (1799?), ed. 1823

#### Világi vokális zene
- Körülbelül 20 világi kantáta
- Számos duett, trió és kánon
- [12] Freymaurerlieder mit neuen Melodien, ed. 1775; weitere Freimaurergesänge
- Sammlung von [36] Liedern beim Klavier zu singen, ed. 1784;
- más hasonló tartalmú dalgyűjtemények
- Arietten und Canzonetten
- Die Ideale von Schiller und Naumann nicht für Viele, ed. 1797
- Cantatina an die Tonkunst, ed. 1799

### Hangszeres zene (válogatás)
- 2 gyűjtemény 6 szonáta üvegharmonika számára, ed. 1785 und 1790
- 6 Divertimenti für 2 Violinen und Viola
- 2 Trios für 2 Violinen und Violoncello (Autograph)

#### Zene billentyűs hangszerekre
- Konzert für Cembalo/Klavier, zwei Violinen, zwei Oboen, zwei Hörner, Viola da gamba und Bass, ed. 1793
- Zene billentyűs hangszerekre
- Szonatinák csembalóra fúvós kísérettel
- Triók csembalóra vagy zongorára, hegedűre és basszusgitárra; két hegedűre és brácsára; két hegedűre és csellóra; két hegedűre és basszusgitárra
- Duók 2 hegedűre; hegedűre és csembalóra
- Két zongoraszonáta
- B-dúr koncert két zongorára
- Six Quatuors pour le Clavecin ou Piano Forte avec l’Accompagnement d’une Flute, Violon et Basse (Herausgeber J. J. Hummel, Berlin, Oeuvre Premier)
- Six Sonates pour le Clavecin avec l’Accompagenement d’un Violon (szerkesztő J. J. Hummel, Berlin, Oeuvre II)
- Six Sonates pour le Forte Piano ou l’Harmonica (Herausgeber J. J. Hummel, Berlin, Oeuvre IV)
- Six Sonates pour l’Harmonica qui peuvent servir aussi pour le Piano Forte (szerkesztő Hilscher, Drezda)
- Präludium und Fuge D-Dur für Orgel
- Trois Sonates pour le orgue
- Divertimento Es-Dur für Orgel
- Tre pezzi a gusto italiano per la organa
- Svéd szvit orgonáral ( szerkesztő Sproesser, Blasewitz bey Drezda)
- B-dúr prelúdium és fúga orgonára
- Trois Sonates pour le clarinettino d’amore et orgue

## Fordítás
- Ez a szócikk részben vagy egészben  a   Johann Gottlieb Naumann című német Wikipédia-szócikk fordításán alapul.  Az eredeti cikk szerkesztőit annak laptörténete sorolja fel. Ez a jelzés csupán a megfogalmazás eredetét és a szerzői jogokat jelzi, nem szolgál a cikkben szereplő információk forrásmegjelöléseként.

## Forrás
- Naumann. In  A Pallas nagy lexikona. Szerk. Bokor József. Budapest: Arcanum – FolioNET. 1998.  ISBN 963 85923 2 X

- Emil Naumann: Naumann, Johann Gottlieb. In: Allgemeine Deutsche Biographie (ADB).  23. kötet, Duncker & Humblot, Leipzig 1886,  306–314. oldal  (németül)